# Как приручить зомби
«Как приручить зомби» (исп. Papá, soy una zombi, рус. Папочка, я — зомби) — полнометражный мультфильм 2012 года. Премьера в мире состоялась 25 ноября 2012 года на кинофестивале в Хихоне.
В 2012 году он был номинирован на премию «Гойя» в категории «Лучший анимационный фильм».

## Сюжет
Дикси трудно переживает развод родителей. Она отгородилась от всего мира, а мрачность у неё стала образом жизни, за что дети в школе начинают дразнить её «Зомби». После очередной злой шутки она убегает в лес, мечтая умереть.
Проснувшись, Дикси обнаруживает себя в могиле на одном из кладбищ и ставшей зомби. Испугавшись своего нового состояния, она сбегает с кладбища, за пределами которого её чуть не поймало «нечто», похожее на огромных волков. С кладбища она слышит зов другого зомби — Исиды, что была мумией. Она объяснила Дикси, что это святое кладбище и путь тёмным ангелам — прислужникам злой колдуньи Небулосы, запрещён. Тёмные ангелы ловят всех зомби и приводят их Небулосе. Позже появляется другой зомби — Пирошка, девочка из средневековья с большой рыжей шевелюрой и топором в голове. Они рассказывают ей легенду о том, что вернуться в мир живых может помочь азот, что есть у новоприбывшего зомби, коим являлась Дикси. Исида предлагает отправиться на поиски зомби-бродяги — Купороса, который знает всё и он может помочь. Пирошка отрицает это и пытается отобрать у Дикси азот, говоря, что она не знает как им пользоваться, но ничего не вышло и она в гневе уходит от них.
Дикси и Исида отправились на поиски Купороса. По пути, на одной из ферм на них нападает пугало, что пыталось их поджечь. Они спаслись и взяли в плен то самое пугало, которое на самом деле было ещё одним зомби — Жмурик, зомби-пират, замаскировавшийся, чтобы его не поймали тёмные ангелы. Он объяснился, говоря, что он посчитал их прислужниками Небулосы. Дикси сказала, что он должен пойти с ними, но Исида против этого. Жмурик узнал, что они ищут Купороса и сказал, что они идут в неправильном направлении и попросил развязать его, пообещав, что отведёт их к нему. Путь они продолжили втроём, на лодке Жмурика. Между Дикси и Жмуриком возникла взаимная симпатия. Прикорнув на ночь на кладбище у монастыря, Дискси и Жмурик начали разговаривать и выяснили, что у них одна общая проблема — насчёт родителей. Дикси рассказала о разводе своих родителей, а Жмурик о том, что родители его и вовсе бросили. Дикси сказала, что не бросит его, при этом, поцеловав. На следующее утро выяснилось, что Жмурик пропал, и азот Дикси тоже. Дикси убегает в лес, чтобы найти Купороса самой, при этом поссорившись с Исидой, где там же падает в пропасть. В отчаянии, Исида блуждает по лесу и по случайности натыкается на Жмурика, что кого-то ждал. Исида начала обвинять его, называть его предателем, но тот всё отрицал и пытался объясниться, почему он это сделал. Спрятавшись в пещере, на назначенное место встречи приходят тёмные ангелы, уходя оттуда с Жмуриком. По ошибке, приняв Исиду за Дикси, они забирают её. Жмурик отдаёт азот Пирошке, которая тоже была шпионкой Небулосы, говоря, что она сама может его отдать ей, за что Пирошка пытается поцеловать его. Небулоса спрашивает, где Дикси, на что он отвечает, что она сбежала и о ней не за чем беспокоиться. Но тут то приходят тёмные ангелы с оповещением, что поймали новоприбывшую. Но Жмурик не знал, что это была Исида, и пытается спасти её от смерти.
Лёжа в пропасти, разваленной на части, Дикси смирилась с этим. Неожиданно, на неё натыкется зомби-хиппи на мотоцикле, что и был Купоросом. Он забирает её, чтобы вернуть её в обычное состояние, т.е собрав её, рассказв при этом о планах Небулосы, и о том, что она хочет воспользоваться азотом, для того, чтобы уничтожить мир своей армией мёртвых, открыв портал в мир живых. Предотвратить все это нужно до рассвета. Купорос отвозит её в парк развлечений, где она тут же спрашивает, что ей делать дальше, на что он ответил, что она разбрётся во всём сама. По случайности, в комнате зеркал, она находит тайный проход в убежище Небулосы. Оказавшись там, Дикси наблюдает за тем, как Пирошка из-за ревности к Дикси, в гневе пытается разрубить Жмурика топором, спрашивая почему он пытался её спасти, на что он ответил, что влюблён в неё. Услышав это, Пирошка окончательно решила, что убьёт Жмурика, но её остановила Дикси, что слушала всю речь со стороны. Пирошка попыталась убить её, но споткнулась и упала в фонтан с водой, а вода — убивает зомби. Жмурик начал извиняться перед Дикси, за что получил пощечину, а после поцелуй. Вместе они находят азот и Жмурик просит её уходить от сюда, но без Исиды она не уйдет, и они находят её в руках у Небулосы, и та требует азот взамен на Исиду. Дикси соглашается, но рассвет приближался и портал открылся. Жмурик и Исида прыгнули в него, отправившись в своё время.
Дикси очнулась в том самом лесу, в котором умерла от упавшего на неё дерево. Её проблемы не исчезли, но она теперь иначе на них смотрит. Она узнала, что Исида и Жмурик изменили свою жизнь, и она у них сложилась намного лучше.